# Detektiv Bogey
Detektiv Bogey (Originaltitel: Detective Bogey) ist eine spanische Zeichentrick- und Krimiserie. In der Serie geht es um eine Heuschrecke namens Bogey, der ein Detektiv ist und Fälle aufklärt. 
Detektiv Bogey wurde 1994–1996 für das spanische Fernsehen TVE von Neptuno Films produziert. Drehbuchautor und Regisseur war Josep Viciana. Die Serie wurde 1995 bis 1999 bei RTL 2 ausgestrahlt. 1999 erschienen alle 52 Folgen auf VHS. Später wurden noch 2 DVDs mit je 3 Folgen veröffentlicht.

## Videospiele
1997 erschien "Detektiv Bogey on a Run" für PC. 